# Miss Elizabeth

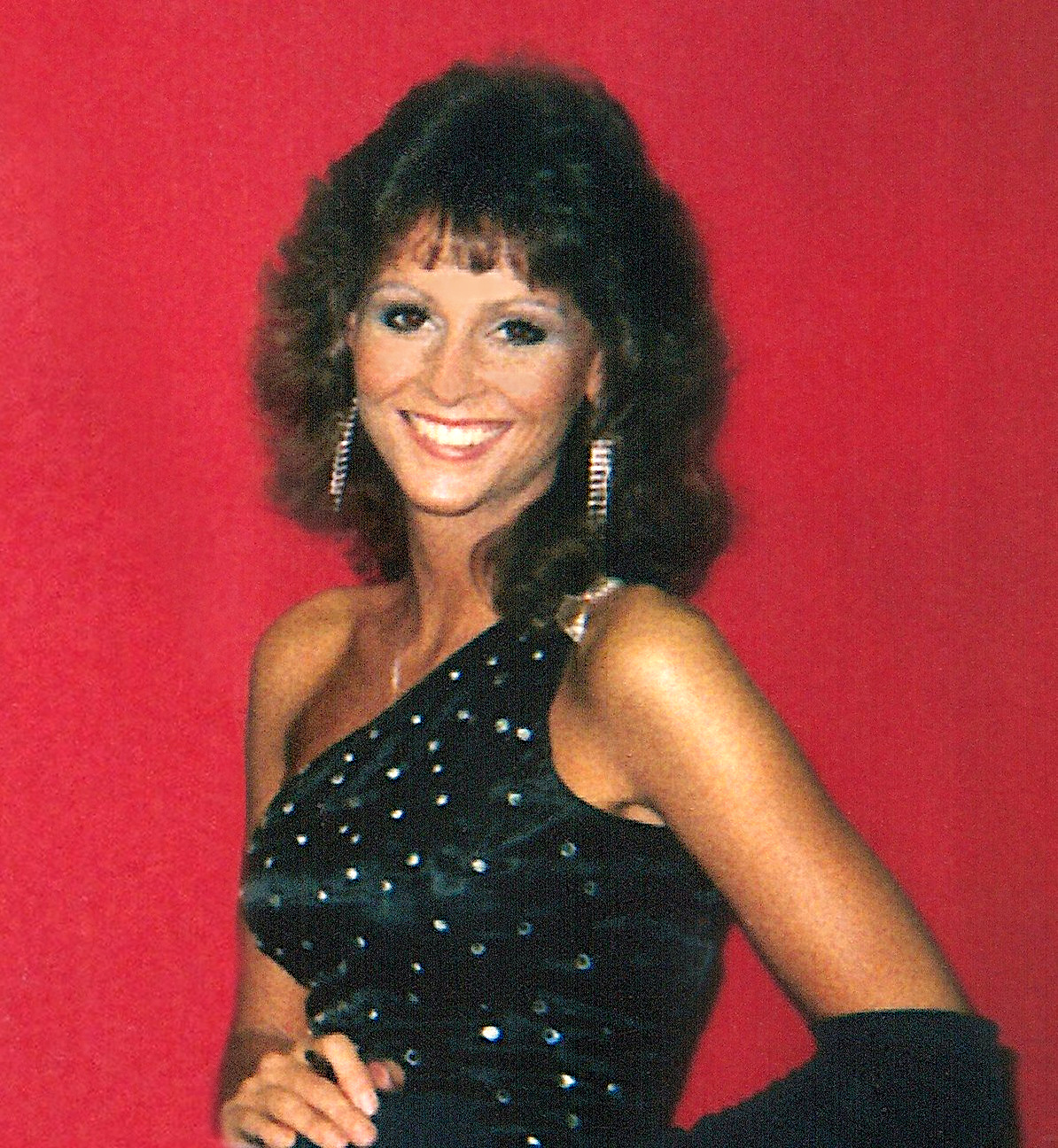
Miss Elizabeth 1986

Elizabeth Ann Hulette (* 19. November 1960 in Frankfort, Kentucky; † 1. Mai 2003 in Marietta, Georgia), bekannt als Miss Elizabeth, war eine US-amerikanische Darstellerin im Wrestling, wo sie vorwiegend als Managerin auftrat. Internationale Berühmtheit erlangte sie als Managerin ihres damaligen Ehemanns „Macho Man“ Randy Savage in ihrer Zeit bei WWE (damals WWF), wo sie von 1985 bis 1992 unter Vertrag stand. Miss Elizabeth zählt zu den bekanntesten Frauen im Wrestling dieser Zeit und war Mittelpunkt zahlreicher Storylines. Von 1996 bis 2000 stand sie bei WCW unter Vertrag.

## Anfänge
Nach einem Studium der Kommunikationswissenschaft an der University of Kentucky arbeitete sie ab 1983 bei International Championship Wrestling (ICW) als Fernseh-Kommentatorin. Dort lernte sie den Wrestler Randall Poffo kennen, den Sohn von ICW-Gründer Angelo Poffo, der unter seinem Ringnamen „Macho Man“ Randy Savage bekannt wurde. Die beiden wurden ein Paar und heirateten 1984.

## World Wrestling Federation (1985–1992)

### Managerin von Randy Savage
1985 gab Randy Savage sein WWF-Debüt (heute WWE). Verschiedene Manager buhlten um die Gunst des vielversprechenden Neulings, unter anderem Bobby Heenan und Mr. Fuji. Als sich am 30. Juli 1985 mehrere Manager nach einem Match um Savage sammelten, lehnte er ihre Angebote ab und rief seinen neuen Manager zum Ring, es war die noch unbekannte Miss Elizabeth. Dass die beiden ein Ehepaar waren, wurde in der Storyline verschwiegen. So war es möglich, dass die Liebesgeschichte zwischen Savage und Elizabeth, die 1991 in einer Hochzeit im Ring enden sollte, über Jahre aufgebaut werden konnte. Obwohl der Macho Man am Anfang den Bösewicht gab (Heel), war die stets höfliche und liebenswürdige Elizabeth von Beginn an Face, die andauernd das aufbrausende Temperament und die Eifersucht von Savage im Zaum hielt.

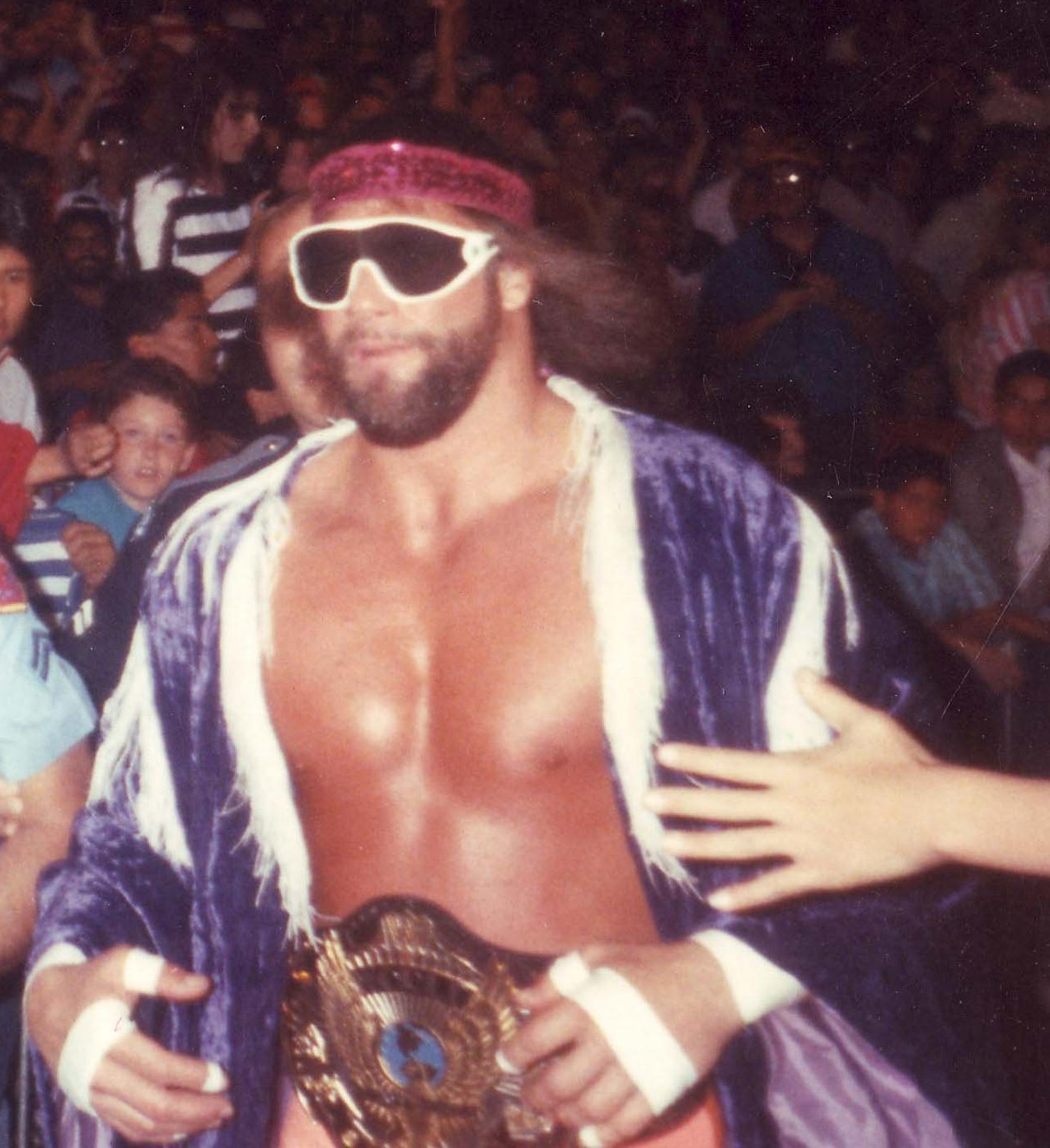
Randy Savage als WWF Champion

1986 gab es die erste größere Story um Miss Elizabeth. George „The Animal“ Steele verliebte sich in sie, was eine monatelange Fehde zwischen Steele und Randy Savage zur Folge hatte. Die beiden bestritten etwa ein Match bei WrestleMania 2. Im Herbst 1987 startete der Macho Man eine Fehde gegen The Honky Tonk Man um die Intercontinental Championship, bald aber stand Miss Elizabeth im Mittelpunkt der Storyline. The Honky Tonk Man behauptete, Miss Elizabeth würde ihn mehr begehren als Randy Savage und er belästigte Elizabeth mehrfach, die stets von Savage „gerettet“ wurde. In die Fehde wurde auch Hulk Hogan eingebunden, bis dahin ein Rivale von Randy Savage. Hogan, der populärste WWF-Star dieser Zeit, wurde von Elizabeth zu Hilfe gerufen, als Savage vom Honky Tonk Man und seinen Verbündeten Bret Hart und Jim Neidhart attackiert wurde. Der Macho Man wandelte sich während dieser Story vom Heel zum Face, und zwischen Hogan und Savage begann eine Freundschaft. Am 27. März 1988 besiegte Randy Savage Ted DiBiase mit Hilfe von Hogan bei WrestleMania IV und wurde erstmals WWF World Heavyweight Champion.

### The Mega Powers und Bruch mit Savage
Im selben Jahr traten Savage und Hogan beim erstmals ausgetragenen SummerSlam als The Mega Powers unter dem Management von Miss Elizabeth an. Sie gewannen ein Match gegen The Mega Bucks (Ted DiBiase und André the Giant). Schon bald begannen Spannungen zwischen Hogan und Savage, da sich Hogan sehr gut mit Miss Elizabeth verstand, was den Macho Man eifersüchtig machte. Hogan bestand zudem darauf, dass Elizabeth ihn zu Single-Matches begleitete. Teil der Story war die Frage, wer der bessere „Beschützer“ der stets als hilflos gezeichneten Elizabeth war. Im Februar 1989 eskalierte die Situation bei The Main Event II. The Mega Powers bestritten ein Match gegen The Twin Towers. Nachdem der Macho Man auf Miss Elizabeth geworfen wurde, trug Hogan die ausgeknockte Elizabeth in den Backstagebereich zu den Sanitätern und ließ Savage allein im Ring. Als Hogan zurückkam, wurde er von Savage geohrfeigt. Im Anschluss warf Savage Hogan vor, ihm sowohl Miss Elizabeth als auch seinen World Title streitig machen zu wollen, schlug ihn nieder und es kam zum Bruch des Tag Teams. Savage und Hogan bestritten ein World Championship Match bei WrestleMania V. Elizabeth musste wählen, wen sie dabei zum Ring begleiten würde, doch entschied sie sich neutral zu bleiben. Sie griff während des Matches zu Gunsten von beiden ein und Hogan gewann. Savage, nun wieder Heel, trennte sich daraufhin von ihr und machte Sensational Sherri zu seiner Managerin. Miss Elizabeth blieb bei einigen Auftritten an der Seite von Hogan.

### Wiedervereinigung, Hochzeit und Trennung
In der Folge managte Miss Elizabeth neben Hulk Hogan etwa Jim Duggan. Sie unterstützte Dusty Rhodes und Sapphire in einem Mixed Tag Team Match gegen Savage und Sensational Sherri bei WrestleMania VI (1990), wo die bis dato nie handgreiflich gewordene Elizabeth Sensational Sherri attackierte. Nach einigen weiteren Auftritten mit Rhodes und Sapphire verschwand sie im August 1990 von der Bildfläche. Sie kehrte bei WrestleMania VII im März 1991 zurück, wo sie im Publikum ein Match zwischen Randy Savage und dem Ultimate Warrior verfolgte. Nachdem Savage das Match verloren hatte, wurde er von seiner Managerin Sensational Sherri attackiert, woraufhin ihm Miss Elizabeth zu Hilfe kam. Beim Verlassen des Rings drückte der Macho Man Elizabeth die Ringseile zu Boden, wie sie es jahrelang für ihn getan hatte. Diese Geste besiegelte ihre Wiedervereinigung. Im Juli 1991 machte der Macho Man Miss Elizabeth einen Heiratsantrag. Beim SummerSlam kam es zur aufwendig inszenierten Zeremonie. Bei der Hochzeitsfeier öffnete Elizabeth ein Geschenk, in dem eine lebende Schlange war. Diese gehörte Jake „The Snake“ Roberts, der gemeinsam mit dem Undertaker auf Savage losging. Dies hatte eine Fehde zwischen dem Macho Man und Jake Roberts zur Folge, in welcher Roberts als außergewöhnlich brutaler Heel auftrat, der Miss Elizabeth mehrfach demütigte und sogar handgreiflich wurde. Anfang 1992 startete der amtierende World Champion Ric Flair eine Fehde gegen Savage und Elizabeth. Story war, dass Flair behauptete, mit Elizabeth vor Savage liiert gewesen zu sein und kompromittierende Fotos von ihr besäße. Die Fehde gipfelte in einem World Title Match bei WrestleMania VIII, das Savage gewann.
Hinter den Kulissen kam es jedoch im Sommer 1992 zur Trennung von Randall Poffo (Savage) und Elizabeth Hulette (Miss Elizabeth), im August ließen sie sich scheiden. Miss Elizabeth verließ die WWF, Savage blieb zwei weitere Jahre, in keiner seiner Storys wurde je wieder auf Elizabeth oder die Trennung eingegangen.

## World Championship Wrestling (1996–2000)

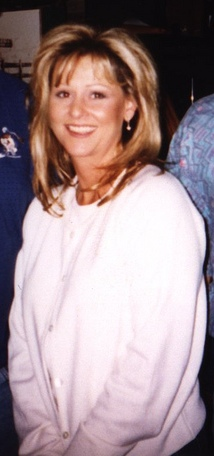
Miss Elizabeth 1998

Am 23. Januar 1996 gab sie ihr Debüt bei WCW, erneut als Managerin von Randy Savage und Hulk Hogan. Bereits nach wenigen Wochen hinterging sie Savage und schloss sich den Four Horsemen unter Ric Flair an. Zum ersten Mal in ihrer Karriere wurde Elizabeth damit Heel. Wenig später wurde sie Teil der nWo, der dominierenden Heel-Gruppierung dieser Ära unter der Führung von Hogan. Auch der Macho Man schloss sich später auf Betreiben von Elizabeth der nWo an. Beide waren später auch Teil vom nWo Wolfpack. Im April 1999 verließ sie die nWo und legte eine Pause ein. Sie kehrte im September an der Seite von Lex Luger zurück. Auch hinter den Kulissen begann eine Beziehung zwischen den beiden. Am 8. Mai 2000 bestritt Miss Elizabeth ihr erstes offizielles Match, zu dem sie laut Story von WCW-Booker Vince Russo gezwungen wurde. Sie zeigte in dem Match jedoch keine wirkliche Aktion und wurde sofort von Lex Luger gerettet. Am 29. Mai 2000 hatte sie ihren letzten Auftritt bei Monday Nitro, im August verließ sie WCW und beendete ihre Karriere.

## Letzte Jahre und Tod
Kurzzeitig war Hulette bis 1999 mit einem Anwalt aus Florida verheiratet, bevor sie eine Beziehung mit Lex Luger einging. Nach dem Ende ihrer Zeit bei WCW arbeitete sie in einem Fitnesscenter, das von Luger geführt wurde, und hatte noch vereinzelt Auftritte bei kleineren Wrestling-Veranstaltungen. Sie und Luger verfielen, wie viele andere Wrestling-Stars dieser Ära, der Alkohol-, Drogen- und Medikamentensucht. Im April 2003 wurde die Polizei nach einer Auseinandersetzung in Lugers Garage gerufen, dort wurde Elizabeth mit blauen Augen und anderen Verletzungen vorgefunden. Luger musste eine Strafzahlung wegen Körperverletzung leisten. Zwei Tage später wurde er wegen Autofahrens unter Drogeneinfluss verhaftet, zudem wurde in seinem Auto eine Schusswaffe sichergestellt. Wenige Tage später, am 1. Mai 2003, starb Elizabeth in Folge einer Überdosis von Alkohol und Medikamenten, die sie gemeinsam mit Luger genommen habe, wie dieser später angab. Lex Luger, der nach einem Schlaganfall beinahe selbst ums Leben gekommen wäre, sprach später mehrmals in Interviews über die Ereignisse, in denen er sein damaliges Verhalten bereute. Elizabeth Hulette wurde in ihrer Heimatstadt Frankfort begraben. Obwohl Miss Elizabeth zu den bekanntesten Frauen der WWE-Geschichte zählt, blieb ihr eine Aufnahme in die WWE Hall of Fame bis heute verwehrt (Stand Januar 2024).